# Cechenotettix quadrinotatus
Cechenotettix quadrinotatus är en insektsart som beskrevs av Étienne Mulsant och Claudius Rey 1855. Cechenotettix quadrinotatus ingår i släktet Cechenotettix och familjen dvärgstritar. Utöver nominatformen finns också underarten C. q. mallcorsa.